# Нина Чилова
Нина Стефанова Чилова е българска юристка и политик от Национално движение „Симеон Втори“ (НДСВ). В продължение на няколко месеца през 2005 година е министър на културата и туризма.

## Биография

### Произход и юношество
Нина Чилова е родена на 19 юли 1972 година в град Видин в семейството на технолог в местната консервна фабрика, а майка ѝ е от еврейски произход. Завършва Средно училище „Цар Симеон Велики“, след което прекарва една година в Израел, където получава израелско гражданство, от което се по-късно се отказва. Там усъвършенства своя иврит и след установяването си в София води езикови курсове за възрастни.

### Образование и кариера
Завършва право в Софийския университет „Св. Климент Охридски“ и специализира в Университета за национално и световно стопанство търговски и банков мениджмънт. От 1998 година работи в отдел на Комисията по хазарта в Министерството на финансите, където участва в работната група, подготвила първия български закон за хазарта. От август 2000 година е юридически консултант на „Мобилтел“.
През 2013 година защитава в УНСС дисертация на тема „Правен режим на данъчната ревизия“ с научен ръководител професор Валери Димитров. От 2018 година е доцент в УНСС.

### В политиката
От 2001 година е народен представител, а от 23 февруари до 17 август 2005 година е министър на културата и туризма в редовното правителство на Симеон Сакскобургготски. За краткото време, през което е министър, Нина Чилова успява да допусне сериозни грешки, сред които: обърква при встъпването си в Министерството на културата композитора Панчо Владигеров с художника Златю Бояджиев и нарича Музикалния театър „Стефан Македонски“ „Стефан Софиянски“.
През 2005 година е избрана за народен представител в XXXIX народно събрание и за председател на Комисията по култура в парламента.